# PASGT

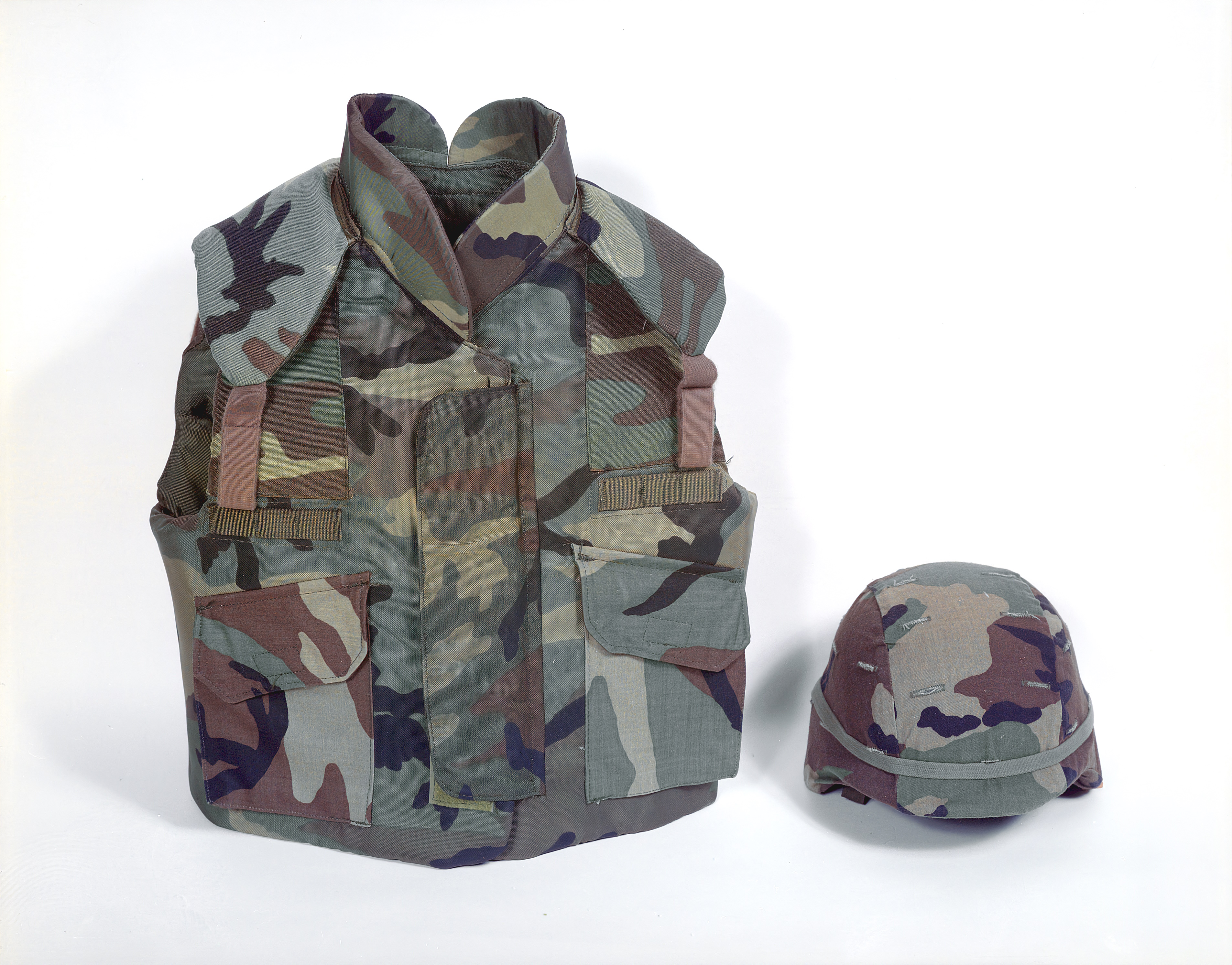
美國林地迷彩的PASGT

PASGT，全稱為地面部隊單兵護甲系統（英語：Personnel Armor System for Ground Troops），是美國軍方由1983年開始裝配的一款單兵裝備，由頭盔及防彈衣組成。其中頭盔以19層1500丹尼爾的克維拉29芳倫纖維布料製成，由於其形狀如同第二次世界大戰時德軍的M35鋼盔，而得到「德國佬」（Fritz）的暱稱。PASGT頭盔現已被先進戰鬥頭盔和攔截者防彈背心取代。

## 頭盔

### 設計特點

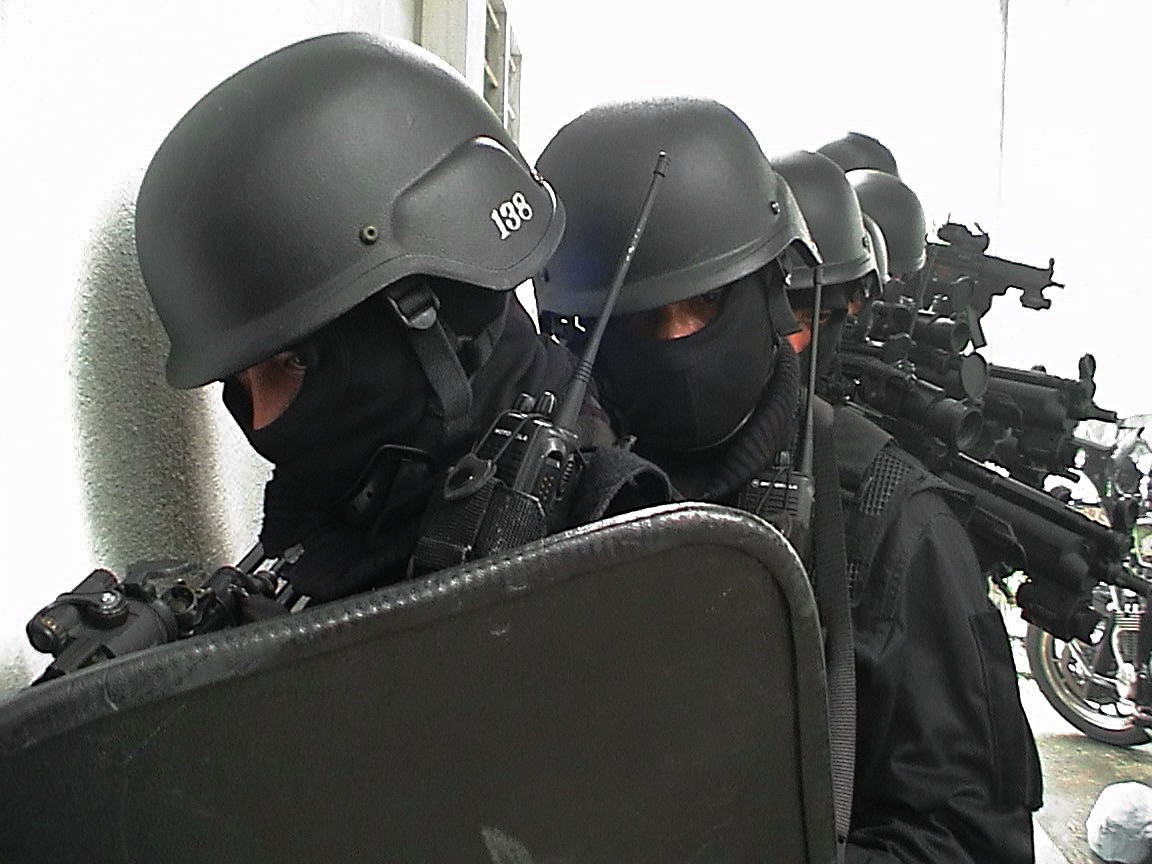
PASGT頭盔也廣為全世界的特警使用

PASGT頭盔和二戰時德式鋼盔一樣較為重視保護人頭的側面和後方，其兩側完全把人的耳朵遮蓋而且向外凸出而能起著保護太陽穴的作用，而其後方為了不阻礙抬頭而被設計成向上拱起，PASGT的防護面積比美軍舊款的M1鋼盔多12%，不過其對後方的防護面積仍比德式M35鋼盔要少（M35鋼盔的兩側和後方是向外凸出的護邊，這是PASGT不具備的），PASGT的內裝和M1鋼盔一樣是帆布帶，但由於PASGT的重心較低而令佩帶者能更穏定地帶著，PASGT的材料雖為複合材料的功夫龍，但其重量為1.5公斤，而由錳鋼製成的M1鋼盔重1.3公斤，反而比前者輕。

### 防彈能力
PASGT能抵擋重1.1克的硬物以每秒620公尺的速率射來，例如：
一發點四五口徑手槍彈從7公尺處射來，只會在PASGT頭盔造成凹陷，無法穿透，因此PASGT可以抵擋戰場上的破片和斜向射來的子彈，但如果是被步槍彈正面命中的話仍可以打穿。5.56×45mm NATO子彈可在300公尺處貫穿PASGT盔。

## 使用者

### 頭盔
- 阿富汗
  - 阿富汗國民軍（前使用者）
  - 警察單位
- 阿根廷
- 亞美尼亞
- - 澳洲陸軍特種空勤團（已退役）
  - 特警單位
- 奥地利

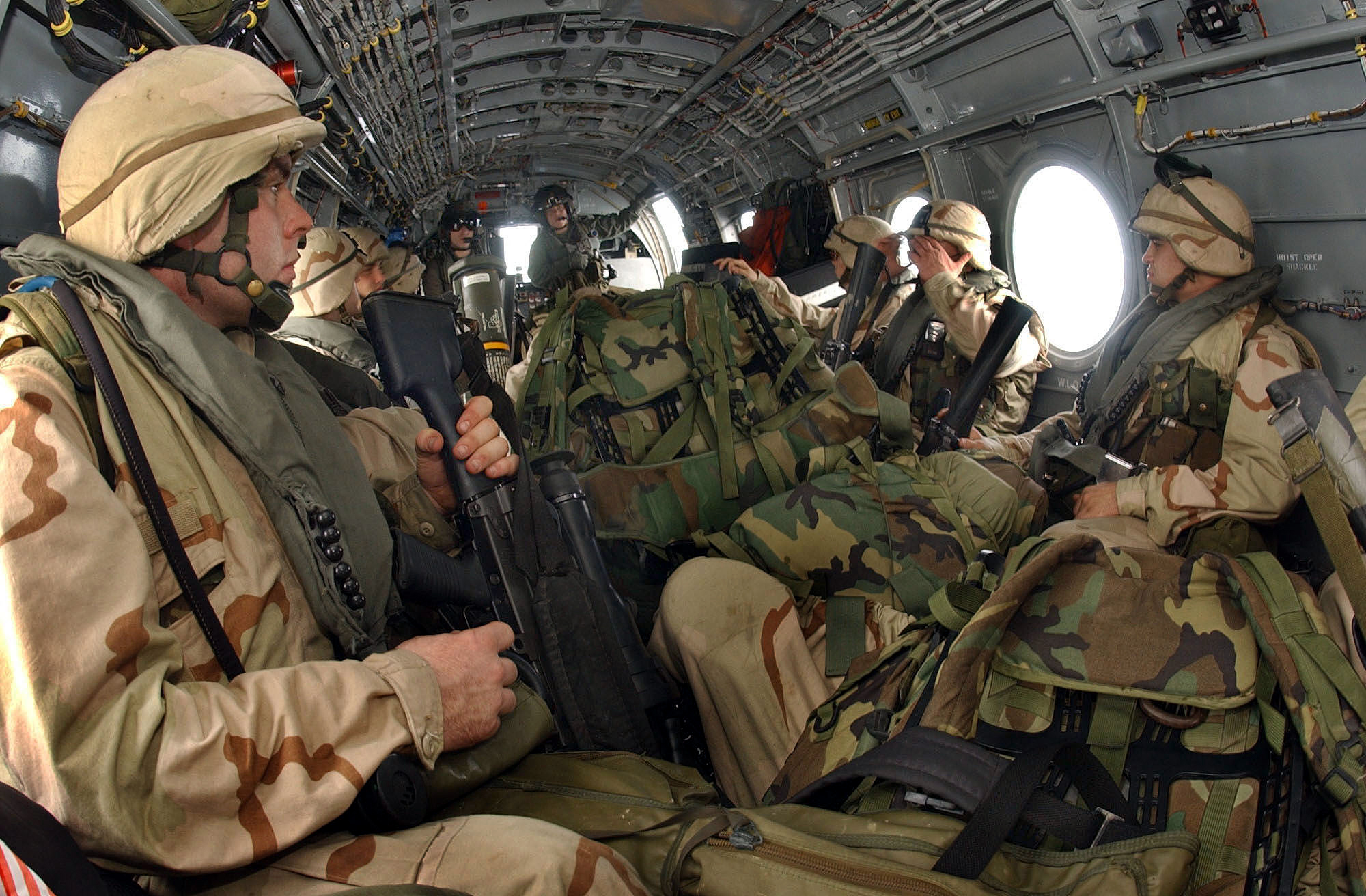
參與伊拉克戰爭的美國海軍陸戰隊士兵仍然頭戴PASGT頭盔

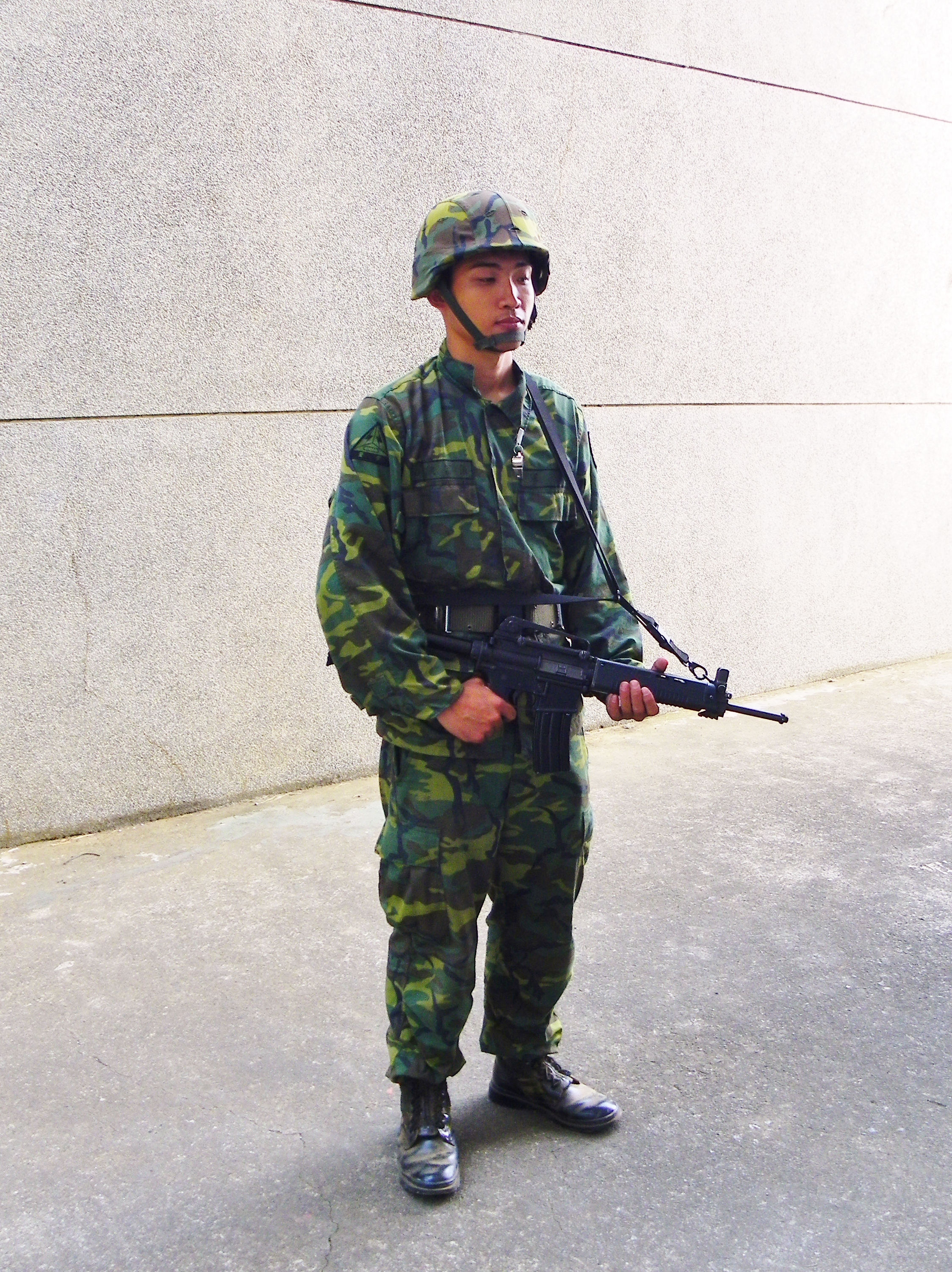
一名頭戴PASGT頭盔的中華民國陸軍士兵，攝於2011年

  - 奥地利聯邦內務部眼鏡蛇作戰司令部（已退役）
- 比利时
- 玻利维亚
- 巴西
- 柬埔寨
- 加拿大
  - 特警單位
- 哥伦比亚
- 朝鮮民主主義人民共和國
  - 朝鮮人民軍（配發平壤防衛部隊、特戰部隊與板門店守軍）
- 埃及
- 爱沙尼亚
- 希腊
- 香港
  - 香港警務處
    - 衝鋒隊
    - 爆炸品處理科
    - 特別任務連（已退役）
    - 跟蹤支援隊（已退役）
- 印度尼西亞
- 伊拉克
  - 伊拉克武裝部隊
  - 警察單位
- 伊朗
  - 伊朗伊斯蘭共和國軍隊（從黑市走私美軍剩餘物資取得並仿製，用於替換原本配發的M1鋼盔）
- 義大利
- 以色列
- 日本
- - 大韓民國陸軍707特別任務營（已退役）
  - 特警單位（已退役）
- 澳門
  - 治安警察局特別行動組（已退役）
- 马来西亚
- 墨西哥
- 蒙古国
- 新西兰
  - 特警單位
- 巴拉圭
- 秘魯
- 菲律賓
- 波蘭
  - 波蘭武裝部隊行動應變及機動組（已退役）
  - 特警單位
- 葡萄牙
- 中華民國
  - 中華民國國軍
  - 中華民國特種警察（霹靂小組）
  - 維安特勤隊（已退役）
- 羅馬尼亞
- 俄羅斯
  - 聯邦安全局特種部隊單位
  - 聯邦法警局
  - 俄羅斯聯邦武裝力量
- 沙烏地阿拉伯
- 塞爾維亞
  - 特警單位（已退役）
- 新加坡
  - 新加坡武裝部隊
  - 特警單位（已退役）
- 斯里蘭卡
- 泰國
- 乌克兰
  - 烏克蘭武裝部隊
- 英国
  - 英國特種部隊（已退役）
  - 武裝特警單位（已退役）
- 联合国
  - 國際維和部隊
- 美国
  - 美國武裝部隊（已被ACH、MICH等多種新型頭盔所取代）
  - 多個聯邦及地方執法機構
- 委內瑞拉
- 越南

## 影響

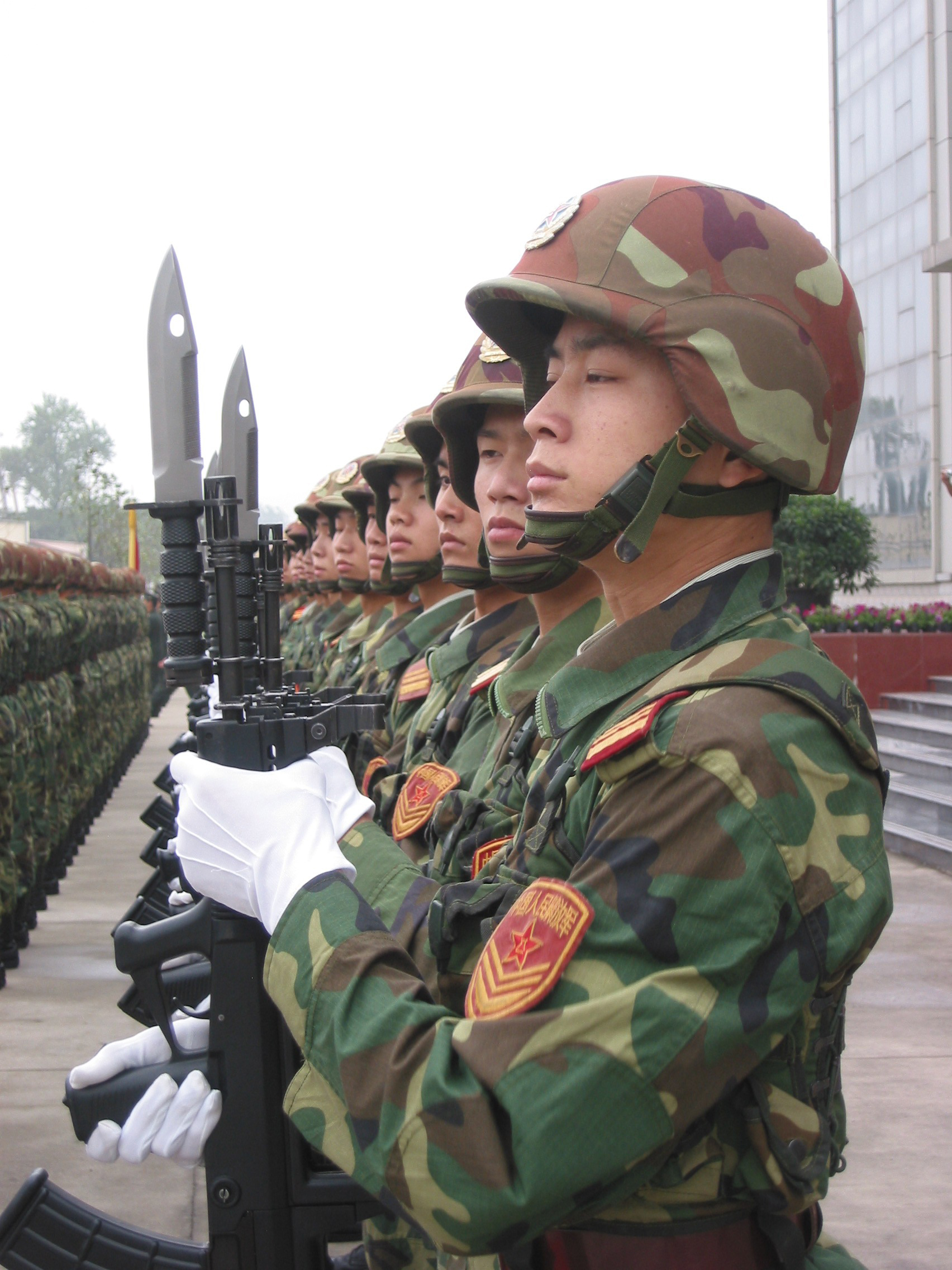
頭戴QGK-97鋼盔的中國人民解放軍士兵

PASGT頭盔除了軍隊之外，世界各國的特警都加以採用，而有些國家雖不直接購買PASGT但卻仿製或在设计上参考PASGT成為自己的國產复合材料头盔，例如：
- 中國人民解放軍裝備的QGK-97鋼盔及后续的QGF-02、QGF-03，QGF-03则改进了悬挂方式，缩短了帽檐。
- 法国研发，装备法国、加拿大、丹麦、奥地利、摩洛哥、马耳他等国军警的SPECTRA头盔（英语：SPECTRA helmet）。
- 德国联邦国防军装备的M92戰鬥盔（英语：Gefechtshelm M92），有自己独特的悬挂系统。
- 日本自卫队的88式钢盔，护耳部分较PASGT更短，内衬悬挂改为更适合日本人头型的设计。
- 朝鮮人民軍在2015年時曾於閱兵和板門店衛兵站崗被拍攝到配戴PASGT頭盔的士兵[10]，可能是自行仿制或者从中国购买。

## 相關條目

PASGT的外表和德式M35鋼盔相似

## 外部連結
- 告别钢盔时代！美军PASGT（M88）凯夫拉头盔全览（页面存档备份，存于）